# Erin Darke
Erin Constance-Maja Darke, född 10 september 1984 i Flint i Michigan, är en amerikansk skådespelerska. Hon är känd för att spela rollen som Cindy Reston i TV-serien Good Girls Revolt. Hon spelar även rollen som Mary i The Marvelous Mrs. Maisel och Leeta i AMC-serien Dietland. Hon medverkar dessutom i filmer som Love & Mercy, Beside Still Waters, Still Alice och Don't Think Twice.
Darke lever idag i en relation med skådespelaren Daniel Radcliffe, känd från bland annat Harry Potter-serien. Paret träffades år 2012, då de båda var med i filmen Kill Your Darlings. I april 2023 föddes parets första gemensamma barn, en son.

## Filmografi (i urval)
| - 2009 – Mercy (TV-serie) - 2011 – Pan Am (TV-serie) - 2011 – Vi måste prata om Kevin - 2011 – Young Adult - 2012 – 2 dagar i New York - 2013 – Kill Your Darlings - 2013 – Beside Still Waters - 2014 – Girls (TV-serie) - 2014 – Draft Day - 2014 – The Longest Week - 2014 – The Drop - 2014 – Love & Mercy - 2014 – Still Alice | - 2015 – Forever (TV-serie) - 2015 – Battle Creek (TV-serie) - 2015 – Public Morals (TV-serie) - 2015–2016 – Good Girls Revolt (TV-serie) - 2016 – Complete Unknown - 2016 – Don't Think Twice - 2017 – Homeland (TV-serie) - 2017–2018 – The Marvelous Mrs. Maisel (TV-serie) - 2017 – Thank You for Your Service - 2018 – Dietland (TV-serie) - 2019 – The Loudest Voice (TV-serie) - 2019 – FBI (TV-serie) - 2021 – Miracle Workers (TV-serie) |